# Equatorial Energia Alagoas
A Equatorial Energia Alagoas antes conhecida como Companhia Energética de Alagoas (Ceal) é uma empresa de distribuição de energia elétrica com atuação no estado de Alagoas, com sede em Maceió.
É subsidiária da Equatorial Energia, após  licitação que privatizou os ativos da concessionária, anteriormente pertencentes à Eletrobras. A Ceal é a única concessionária a atender aos cerca de 3,3 milhões de alagoanos.

## História
A capital alagoana foi umas das primeiras cidades brasileiras a receber energia elétrica. A distribuição foi iniciada em 14 de janeiro de 1896 sob a responsabilidade da Empresa Luz Elétrica de Alagoas, empresa de capital privado, que utilizava um motor a vapor com três caldeiras de 75 cavalos cada. Em 1913, a Companhia Força e Luz de Maceió, propriedade do Comendador Teixeira Bastos, assume a concessão de distribuição elétrica em Maceió.
Em 1961, para dar curso ao Plano de Eletrificação de Alagoas, que planejava levar energia elétrica aos demais municípios alagoanos, o governo do estado através do governador Sebastião Marinho Muniz Falcão criou uma sociedade de economia mista chamada Companhia de Eletricidade de Alagoas,  vinculada ao Departamento de Águas e Energia. O plano foi idealizado pelo engenheiro Beraldo Maia Gomes Rego, que já tinha ajudado na criação da Sudene e posteriormente veio a ser o primeiro presidente da companhia.
Em 1962, a Companhia Força e Luz de Maceió, empresa concessionária de distribuição de energia elétrica na capital, é estatizada passando a ser controlada pela Eletrobras e adquirida pela Ceal em 1968. Em 1983, por força da Lei 4.450, a Companhia de Eletricidade de Alagoas (Ceal) passa a denominar-se Companhia Energética de Alagoas.
Em 1997, 50% das ações da companhia são compradas pela Eletrobras, que passou a ter o controle acionário da empresa, evitando a privatização já planejada pelo governo do estado. Em junho de 2008, 100% das ações da concessionária alagoana passaram a ser detidas pelo governo federal através da Eletrobras.

## Reajustes e Revisão Tarifária
A Aneel define anualmente os reajustes tarifários para todas as distribuidoras de energia elétrica do Brasil. Além disso, a cada quatro anos ou cinco anos a distribuidora passa por uma revisão tarifária, que substitui o reajuste e revisa as metas para os indicadores de qualidade.
| A partir de            | Reajuste tarifário | Reajuste tarifário            | Reajuste tarifário           |
| A partir de            | Baixa tensão B1    | Baixa tensão (reajuste médio) | Alta tensão (reajuste médio) |
| ---------------------- | ------------------ | ----------------------------- | ---------------------------- |
| 28 de agosto de 2014   | +29,75%            | +30,02%                       | +37,08%                      |
| 20 de setembro de 2016 | -1,37%             | -1,13%                        | -1,29%                       |
| 26 de setembro de 2017 | +20,76%            | +23,36%                       | +21,60%                      |
| 18 de setembro de 2018 | +6,54%             | +6,60%                        | +6,89%                       |